# CTL Chemkol
CTL Chemkol Sp. z o.o. – jedna z największych polskich prywatnych spółek logistycznych, z siedzibą w Kędzierzynie-Koźlu zlokalizowana w dzielnicy Azoty.
Spółka powstała pod nazwą Chemkol Sp. z o.o. w wyniku wyłączenia transportu kolejowego ze struktur Zakładów Azotowych Kędzierzyn. Następnie spółkę przejął koncern logistyczny CTL Logistics (51% udziałów), w którego skład wchodzą liczne prywatne przedsiębiorstwa kolejowe i samochodowe oraz Zakłady Azotowe Kędzierzyn S.A. (49%).
Chemkol obsługuje bocznicę kolejową Zakładów Azotowych Kędzierzyn, której długość wynosi 75 km z 70 punktami przeładunkowymi, a także bocznicę firmy Whirpool-Polar we Wrocławiu. Spółka dysponuje taborem około 1000 wagonów, w tym specjalistycznymi cysternami do przewozu chemikaliów.